# Logis de la Rosellière
Le logis de la Rosellière est une maison située à Brion, en France.

## Localisation
La maison est située dans le département français de Maine-et-Loire, sur la commune de Brion.

## Historique
L'édifice est inscrit au titre des monuments historiques en 1987.